# Миллауэр, Клеменс
Клеменс Миллауэр (нем. Clemens Millauer; род. 15 декабря 1994 года, Кирхдорф-ан-дер-Кремс, Австрия) — австрийский сноубордист, выступающий в слоупстайле и биг-эйре. Участник зимних Олимпийских игр 2018 в Пхёнчхане.

## Спортивная карьера
Клеменс Миллауэр начал заниматься сноубордом в возрасте семи лет в Мольне, Австрия. В 18 лет он упал на соревнованиях и сломал лицевые кости.
На чемпионате мира по сноуборду 2017 в испанской Сьерра-Неваде Клеменс Миллауэр стал 16-м в биг-эйре и 28-м в слоупстайле.
В 2018 году на зимних Олимпийских играх в Пхёнчхане Клеменс Миллауэр стал 13-м в слоупстайле и 31-м в биг-эйре.

## Спортивные достижения
- Бронзовый призёр чемпионата Австрии (слоупстайл — 2014)

## Вне спорта
Увлечения — легковые автомобили.
Подруга — Анна Гассер, Олимпийская чемпионка 2018.